# José Grau Díaz
José Grau Díaz (Rafal (Alicante), 1880-Rafal, 29 de febrero de 1960) fue el séptimo alcalde de Rafal durante el periodo comprendido entre 1936 y 1938, en plena guerra civil española. Fue el primero de los tres alcaldes que ostentaron el cargo durante la guerra.

## Su vida
De origen humilde, José Grau Díaz creó junto a uno de sus hermanos varios negocios que le aportaron cuantiosos beneficios, pasando a ser uno de los más adinerados de la localidad.
Fue el primero de los tres alcaldes que ostentaron el cargo durante la guerra. Tras el estallido de la guerra civil española en 1936, el que era actual alcalde solo unos meses, Gaspar Torres Pertusa, optó por marchar y abandonó el cargo de forma fulminante. 
Tras unos meses en los que permaneció vacante la alcaldía debido a la confusión que supuso el comienzo de la guerra, las autoridades republicanas de Alicante lo eligieron como nuevo alcalde a finales de 1936 a sus 56 años.
José autorizó que la Iglesia de Rafal se usara como prisión, pero fue contrario a convertirla en un granero y a la quema de imágenes de santos que se produjo.
Ante su negativa, José Grau fue forzado a dimitir, dejando la alcaldía en 1938 en manos de Blas Villaescusa Vicente, partidario de la destrucción de la iglesia.
Gracias a él, varios rafaleños encarcelados en Alicante abandonaron la prisión, logrando incluso que se permutaran varias condenas a muerte por cárcel.
José falleció en Rafal el 29 de febrero de 1960 a la edad de 80 años.
| Predecesor: Gaspar Torres Pertusa | Alcalde de Rafal 1936 – 1938 | Sucesor: Blas Villaescusa Vicente |

- Datos: Q5940154